# Association des éditeurs belges
 (février 2022).
La mise en forme du texte ne suit pas les recommandations de Wikipédia : il faut le « wikifier ».
Les points d'amélioration suivants sont les cas les plus fréquents. Le détail des points à revoir est peut-être précisé sur la page de discussion.
- Les titres sont pré-formatés par le logiciel. Ils ne sont ni en capitales, ni en gras.
- Le texte ne doit pas être écrit en capitales (les noms de famille non plus), ni en gras, ni en italique, ni en « petit »…
- Le gras n'est utilisé que pour surligner le titre de l'article dans l'introduction, une seule fois.
- L'italique est rarement utilisé : mots en langue étrangère, titres d'œuvres, noms de bateaux, etc.
- Les citations ne sont pas en italique mais en corps de texte normal. Elles sont entourées par des guillemets français : « et ».
- Les listes à puces sont à éviter, des paragraphes rédigés étant largement préférés. Les tableaux sont à réserver à la présentation de données structurées (résultats, etc.).
- Les appels de note de bas de page (petits chiffres en exposant, introduits par l'outil «  Source ») sont à placer entre la fin de phrase et le point final[comme ça].
- Les liens internes (vers d'autres articles de Wikipédia) sont à choisir avec parcimonie. Créez des liens vers des articles approfondissant le sujet. Les termes génériques sans rapport avec le sujet sont à éviter, ainsi que les répétitions de liens vers un même terme.
- Les liens externes sont à placer uniquement dans une section « Liens externes », à la fin de l'article. Ces liens sont à choisir avec parcimonie suivant les règles définies. Si un lien sert de source à l'article, son insertion dans le texte est à faire par les notes de bas de page.
- La présentation des références doit suivre les conventions bibliographiques. Il est recommandé d'utiliser les modèles {{Ouvrage}}, {{Chapitre}}, {{Article}}, {{Lien web}} et/ou {{Bibliographie}}. Le mode d'édition visuel peut mettre en forme automatiquement les références.
- Insérer une infobox (cadre d'informations à droite) n'est pas obligatoire pour parachever la mise en page.

Pour une aide détaillée, merci de consulter Aide:Wikification.
Si vous pensez que ces points ont été résolus, vous pouvez retirer ce bandeau et améliorer la mise en forme d'un autre article.
 (février 2022).
L'article doit être relu — et modifié si nécessaire — par des contributeurs indépendants pour apporter un regard critique aux contributions effectuées en violation des conditions d'utilisation de Wikipédia, tant sur la forme (notamment concernant le style encyclopédique, la proportionnalité) que sur le fond (la neutralité de point de vue, la qualité et l'indépendance des sources).
L’Association des éditeurs belges (ADEB) regroupe les éditeurs belges de langue française et des distributeurs et diffuseurs de livres actifs en Fédération Wallonie-Bruxelles. Elle a pour vocation la représentation, l’information et l’animation de tous ces professionnels, dont elle est le porte-parole.
Elle regroupe près de 80 maisons d’édition belges, ainsi que des distributeurs.
Son siège social est à Bruxelles (avenue Roger Vandendriessche 18, 1150 Woluwe-Saint-Pierre), mais elle dispose aussi d’un siège d’exploitation en Wallonie (rue de la Province 15, 4100 Seraing).

## Historique
L’ADEB a été fondée en 1935 sous le nom de Syndicat des éditeurs belges. En 1971, elle a pris le nom d’Association belge des éditeurs de langue française (ABELF) avant de devenir, en mai 1984, l’Association des éditeurs belges (ADEB). 
[Quand ?], l'’ADEB a été active dans la campagne autour du prix règlementé du livre. [Quand ?], elle s’est battue, avec l'aide de Reprobel, pour une rémunération équitable des éditeurs dans le cadre des licences légales. Enfin, l’ADEB a également mené un combat sur les taux de TVA afin que le livre numérique bénéficie du même taux de TVA que le livre papier (6%). 
L’ADEB est active dans différents organismes comme la Fédération des Éditeurs européens (FEP), l’Union internationale des éditeurs (IPA), la Foire du livre de Bruxelles et le Partenariat Interprofessionnel du Livre et de l’Édition numérique (PILEn). 
Tous les ans, elle publie les statistiques de l’édition en Fédération Wallonie-Bruxelles: chiffres du marché du livre, chiffres de production éditoriale.
Depuis sa création, l’ADEB a connu plusieurs directeurs. Julien De Reymaeker a dirigé l’association durant une vingtaine d’années. Bernard Gérard lui a succédé en 1985. Sous sa direction (1985–2020), l’ADEB s’est davantage professionnalisée. L’association est devenue un partenaire privilégié et reconnu du secteur. En mars 2020, au départ à la retraite de Bernard Gérard, Benoit Dubois, a repris le flambeau en tant que directeur, après en avoir été le président durant huit ans, entre 2011 et 2019.
Aujourd’hui, l’ADEB est présidée par Simon Casterman, directeur des éditions du même nom.

## Actions
L’ADEB a mis en place la campagne « Tout le monde lit » et « Un livre belge dans ma valise » pour promouvoir la lecture auprès des jeunes et l’édition belge.
Lancée en 2018, l’opération « Tout le monde lit» encourage le quart d’heure de lecture quotidien dans les écoles de la Fédération Wallonie-Bruxelles. Elle propose via son site internet (www.toutlemondelit.be) des outils à destination des enseignants. Le point d’orgue de l’opération se situe le 23 avril, à l’occasion de la journée mondiale du livre, où tout un chacun (des enfants aux grands-parents en passant par les écoles, les entreprises…) est invité à prendre 15 minutes de son temps pour lire. Mais elle se décline aussi tout au long de l’année, notamment par des animations dans les classes, l’organisation de conférences pour les enseignants… L’opération est portée par l’ADEB, de concert avec les éditeurs de jeunesse et scolaires, la Foire du livre de Bruxelles et le Centre de littérature jeunesse de Bruxelles, en réaction aux résultats très faible des élèves belges en compréhension à la lecture, révélés par les études PIRLS et PISA successives. Elle a pour objectif d’attirer l’attention du grand public, des entreprises et du monde de l’enseignement sur cet enjeu.  
Lancée à l’été 2020, la campagne « Un livre belge dans ma valise » a pour objectif de mettre en valeur la qualité et la diversité des ouvrages édités en Wallonie et à Bruxelles.

## Groupes de travail
Les éditeurs membres de l’ADEB sont invités à participer à différents groupes de travail. 

## Prix Ex-libris
Créées en 1981, les Prix Ex-Libris récompensent chaque année des journalistes belges qui « communiquent le mieux et le plus leur passion pour les livres ». En 2003, ils ont été attribués, pour la presse écrite, à Jean Sloover, critique dans «Le Vif-L'Express», et dans la catégorie Audiovisuel, conjointement à Nicole Debarre, l'une des voix culturelles de la RTBF depuis une quinzaine d'années, et Thierry Bellefroid, du journal télévisé de la RTBF. En 2009, ils ont été décernés aux journalistes Daniel Couvreur et Soraya Amrani,  et en 2010 à Hugues Dayez et Christelle Dyon.